# Real Estate Trust Building
Le Real Estate Trust Building – ou Continental Trust Building – est un immeuble de bureaux de Washington, la capitale des États-Unis. Construit en 1913-1914, il est inscrit au Registre national des lieux historiques depuis le 20 janvier 2015.